# Onthophagus transquadridentatus
Onthophagus transquadridentatus là một loài bọ cánh cứng trong họ Bọ hung (Scarabaeidae).